# Eremiaphila somalica
Eremiaphila somalica è una specie di mantide religiosa appartenente al genere Eremiaphila.